# Thymoites
Thymoites is een geslacht van spinnen uit de  familie van de Theridiidae (kogelspinnen).

## Soorten
- Thymoites aloitus Levi, 1964
- Thymoites amprus Levi, 1964
- Thymoites anicus Levi, 1964
- Thymoites anserma Levi, 1964
- Thymoites banksi (Bryant, 1948)
- Thymoites bellissimus (L. Koch, 1879)
- Thymoites bogus (Levi, 1959)
- Thymoites boneti (Levi, 1959)
- Thymoites boquete (Levi, 1959)
- Thymoites bradti (Levi, 1959)
- Thymoites camano (Levi, 1957)
- Thymoites cancellatus Mello-Leitão, 1943
- Thymoites caracasanus (Simon, 1895)
- Thymoites chiapensis (Levi, 1959)
- Thymoites chickeringi (Levi, 1959)
- Thymoites chikunii (Yoshida, 1988)
- Thymoites chopardi (Berland, 1920)
- Thymoites confraternus (Banks, 1898)
- Thymoites corus (Levi, 1959)
- Thymoites crassipes Keyserling, 1884
- Thymoites cravilus Marques & Buckup, 1992
- Thymoites delicatulus (Levi, 1959)
- Thymoites ebus Levi, 1964
- Thymoites elongatus Peng, Yin & Hu, 2008
- Thymoites expulsus (Gertsch & Mulaik, 1936)
- Thymoites gertrudae Müller & Heimer, 1990
- Thymoites gibbithorax (Simon, 1894)
- Thymoites guanicae (Petrunkevitch, 1930)
- Thymoites illudens (Gertsch & Mulaik, 1936)
- Thymoites ilvan Levi, 1964
- Thymoites incachaca Levi, 1964
- Thymoites indicatus (Banks, 1929)
- Thymoites ipiranga Levi, 1964
- Thymoites iritus Levi, 1964
- Thymoites levii Gruia, 1973
- Thymoites lobifrons (Simon, 1894)
- Thymoites lori Levi, 1964
- Thymoites luculentus (Simon, 1894)
- Thymoites machu Levi, 1967
- Thymoites maderae (Gertsch & Archer, 1942)
- Thymoites maracayensis Levi, 1964
- Thymoites marxi (Crosby, 1906)
- Thymoites matachic (Levi, 1959)
- Thymoites melloleitaoni (Bristowe, 1938)
- Thymoites minero Roth, 1992
- Thymoites minnesota Levi, 1964
- Thymoites mirus Levi, 1964
- Thymoites missionensis (Levi, 1957)
- Thymoites nentwigi Yoshida, 1994
- Thymoites nevada Müller & Heimer, 1990
- Thymoites notabilis (Levi, 1959)
- Thymoites oleatus (L. Koch, 1879)
- Thymoites orilla (Levi, 1959)
- Thymoites pallidus (Emerton, 1913)
- Thymoites palo Levi, 1967
- Thymoites peruanus (Keyserling, 1886)
- Thymoites piarco (Levi, 1959)
- Thymoites pictipes (Banks, 1904)
- Thymoites praemollis (Simon, 1909)
- Thymoites prolatus (Levi, 1959)
- Thymoites promatensis Lise & Silva, 2009
- Thymoites puer (Mello-Leitão, 1941)
- Thymoites ramon Levi, 1964
- Thymoites rarus (Keyserling, 1886)
- Thymoites reservatus (Levi, 1959)
- Thymoites sanctus (Chamberlin, 1916)
- Thymoites sarasota (Levi, 1957)
- Thymoites sclerotis (Levi, 1957)
- Thymoites simla (Levi, 1959)
- Thymoites simplex (Bryant, 1940)
- Thymoites struthio (Simon, 1895)
- Thymoites stylifrons (Simon, 1894)
- Thymoites subtilis (Simon, 1894)
- Thymoites trisetaceus Peng, Yin & Griswold, 2008
- Thymoites ulleungensis (Paik, 1991)
- Thymoites unimaculatus (Emerton, 1882)
- Thymoites unisignatus (Simon, 1894)
- Thymoites urubamba Levi, 1967
- Thymoites verus (Levi, 1959)
- Thymoites villarricaensis Levi, 1964
- Thymoites vivus (O. P.-Cambridge, 1899)
- Thymoites wangi Zhu, 1998
- Thymoites yaginumai Yoshida, 1995